# Лоутон, Генри
Генри Уэр Лоутон (англ. Henry Ware Lawton; 17 марта 1843 — 19 декабря 1899) — офицер армии США, участник Гражданской войны, Индейских войн и Испано-американской войны. Был награждён Медалью Почёта, высшей военной наградой Соединённых Штатов. Является единственным генералом американской армии, погибшим во время Филиппино-американской войны, и первым генералом США убитым во время вооружённого конфликта за пределами Соединённых Штатов.
В честь него названы административный центр округа Команче в штате Оклахома и район столицы Кубы Гаваны.